# DVB-I
DVB-I (Abkürzung für englisch Digital Video Broadcasting – Internet; deutsch etwa „Digitales Internetfernsehen“) ist ein offener Standard der DVB-Projektgruppe, der die Bereitstellung von linearem Fernsehen über das Internet (IP) ermöglicht. Ziel ist es, internetbasierte Fernsehdienste mit der gleichen Benutzerfreundlichkeit, Zuverlässigkeit und Funktionalität wie klassische Rundfunkdienste (z. B. DVB-T2, DVB-S2, DVB-C) bereitzustellen, unabhängig davon, ob der Empfang über ein Breitbandnetz oder ein Mobilfunknetz erfolgt.

## Geschichte
Die Entwicklung von DVB-I erfolgte als Reaktion auf die zunehmende Relevanz des Konsums von internetbasierten Medien. Die Spezifikation wurde im November 2019 seitens des DVB-Projekts publiziert. Das Ziel bestand darin, einen interoperablen Standard für Fernsehübertragungen über IP-basierte Netzwerke zu schaffen, um fragmentierte proprietäre OTT-Lösungen zu vermeiden und hybride Empfangsgeräte zu unterstützen.
Die erste öffentlich zugängliche Version der Spezifikation wurde als DVB BlueBook A177 publiziert und später in die ETSI-Norm EN 303 770 überführt.

## Technische Grundlagen
DVB-I definiert kein neues Übertragungsprotokoll, sondern basiert auf bestehenden IP-Technologien. Der Standard beschreibt vor allem:
- Service Discovery (SD): Mechanismen zur Erkennung verfügbarer Dienste über das Internet
- Service List Registry (SLR): Zentrale oder dezentrale Verzeichnisstruktur für Dienstelisten
- Electronic Program Guide (EPG): Programminformationen gemäß XML-Strukturen, kompatibel zu DVB-SI
- Streaming-Technologien: Unterstützung für adaptive Bitraten über HTTP, z. B. MPEG-DASH oder HTTP-Streaming
- DRM und CI+: Integration bestehender Verschlüsselungssysteme zum Schutz von Inhalten

## Eigenschaften und Vorteile
- Plattformunabhängiger Zugang zu Live-TV über IP
- Einheitliches Nutzererlebnis auf klassischen Fernsehgeräten, mobilen Endgeräten und Apps
- Unterstützung von SD-, HD- und UHD-Inhalten
- Integration in hybride TV-Plattformen (z. B. HbbTV)
- Zentrale Verwaltung von Senderlisten, z. B. für nationale Plattformen oder Sprachregionen

## Anwendungen und Pilotprojekte
Verschiedene Pilotprojekte in Europa und Asien testen DVB-I in realen Umgebungen. In Deutschland erprobt die Initiative "DVB-I Germany" unter Leitung von ARD, ZDF, RTL Group und weiteren Partnern seit 2023 eine DVB-I-Plattform, die öffentlich-rechtliche und private Programme über IP in einer einheitlichen Liste bereitstellt.
Auch in Italien (RAI), Großbritannien (DTG) und Südkorea laufen Testläufe und Feldversuche.

## Unterschiede zu OTT-Diensten
Im Gegensatz zu proprietären OTT-Plattformen wie Zattoo, waipu.tv oder Joyn stellt DVB-I eine offene, standardisierte Schnittstelle bereit. Die Diensteanbieter behalten dabei die Kontrolle über Inhalte und Metadaten, während Endgerätehersteller auf standardisierte Dienstlisten zugreifen können.

## DVB-I und andere DVB-Standards
DVB-I ist komplementär zu anderen DVB-Standards und wurde so entwickelt, dass es sich nahtlos in hybride Empfangsgeräte integrieren lässt, die z. B. sowohl DVB-T2 als auch IP unterstützen. Der Fokus liegt auf Interoperabilität, Erweiterbarkeit und Zukunftssicherheit.

## Standardisierung
- DVB BlueBook A177: Technische Spezifikation von DVB-I
- ETSI EN 303 770: Offizielle ETSI-Norm
- TS 103 770: Service Discovery and Programme Metadata for DVB-I

## Kritik und Herausforderungen
Einige Herausforderungen bei der Implementierung von DVB-I sind:
- Abhängigkeit von stabiler Internetverbindung
- Rechtefragen und DRM-Implementierung
- Integration in bestehende Broadcaster-Infrastrukturen
- Fragmentierung bei Endgeräten ohne zentrale Plattformen